# شهرک شهید حسینی
شهرک شهید حسینی نام شهرکی در جاده ملارد کرج است

## ساکنان
این شهرک در سال ۱۳۵۵ ساخته شد. در ابتدای ساخت , خانه های شهرک در اختیار گروهی که مشغول ساخت نیروگاه منتظر قائم بودند قرار گرفت , بعدها که کار ساخت نیروگاه به پایان رسید بعنوان منازل سازمانی شرکت در اختیار افراد متخصصی که سیستم به آنها نیاز فوری داشت قرار گرفت .
مالکیت این منازل از سال ۱۳۸۹ پس از برگزاری مزایده رسمی به خریداران آن (یعنی افراد ساکن در شهرک) در ازای پرداخت مبلغ کارشناسی آن , واگزارگردید.

## مکان یابی
این شهرک از سمت شرق به شهرک ارم و از سمت غرب به شهرک ۱۱۰ و از سمت جنوب به نیروگاه منتظر قائم منتهی می‌شود.